# Partschins
Partschins är en ort och kommun i provinsen Sydtyrolen i regionen Trentino-Sydtyrolen i Italien. Kommunen hade 3 783 invånare (2018).